# Gute fahrt
gute fahrt er et tidsskrift som udgives af Delius Klasing Verlag i Tyskland. Tidsskriftet beskæftiger sig med hovedsageligt med bilfabrikanterne Volkswagen og Audi og også lidt Porsche. Det udkommer månedligt til en pris på 3,30 €.

## Temaer
gute fahrt er et bilblad specielt om Volkswagen og Audi. Repertoiret svarer til de klassiske biltidsskrifter. I centrum er teknik, trends og tests. Også trafikpolitik, reportager og rejseberetninger spiller en bærende rolle i det første tyske specialmagasin om Volkswagen og Audi.

## Offentliggørelse
gute fahrt udkom første gang i 1950. Tidsskriftet blev efter forlagets opgivelser solgt i ca. 70.000 eksemplarer pr. måned

## Kritik
Der har været heftig kritik mod bladet, da det ikke indeholder gruppetests ligesom Auto Bild, sport auto og auto motor und sport. Et heftig kritikpunkt er ligeledes, at tidsskriftet fås gratis hos Volkswagen- og Audi-forhandlere i Tyskland.